# Tram van Dubai
De tram van Dubai (Arabisch: ترام دبي) (voorheen ook bekend als Al Sufouh Tram) is een tram die rijdt in Dubai, Verenigde Arabische Emiraten. De 10,6 kilometer lange tramlijn die 11 stations bedient werd op 11 november 2014 plechtig ingehuldigd door Sheikh Mohammed bin Rashid Al Maktoum, de vice-president en premier van de VAE en heerser van Dubai. De Dubai-tram wordt geëxploiteerd door Serco in opdracht van de Dubai Roads & Transport Authority (RTA).

## Route en stations

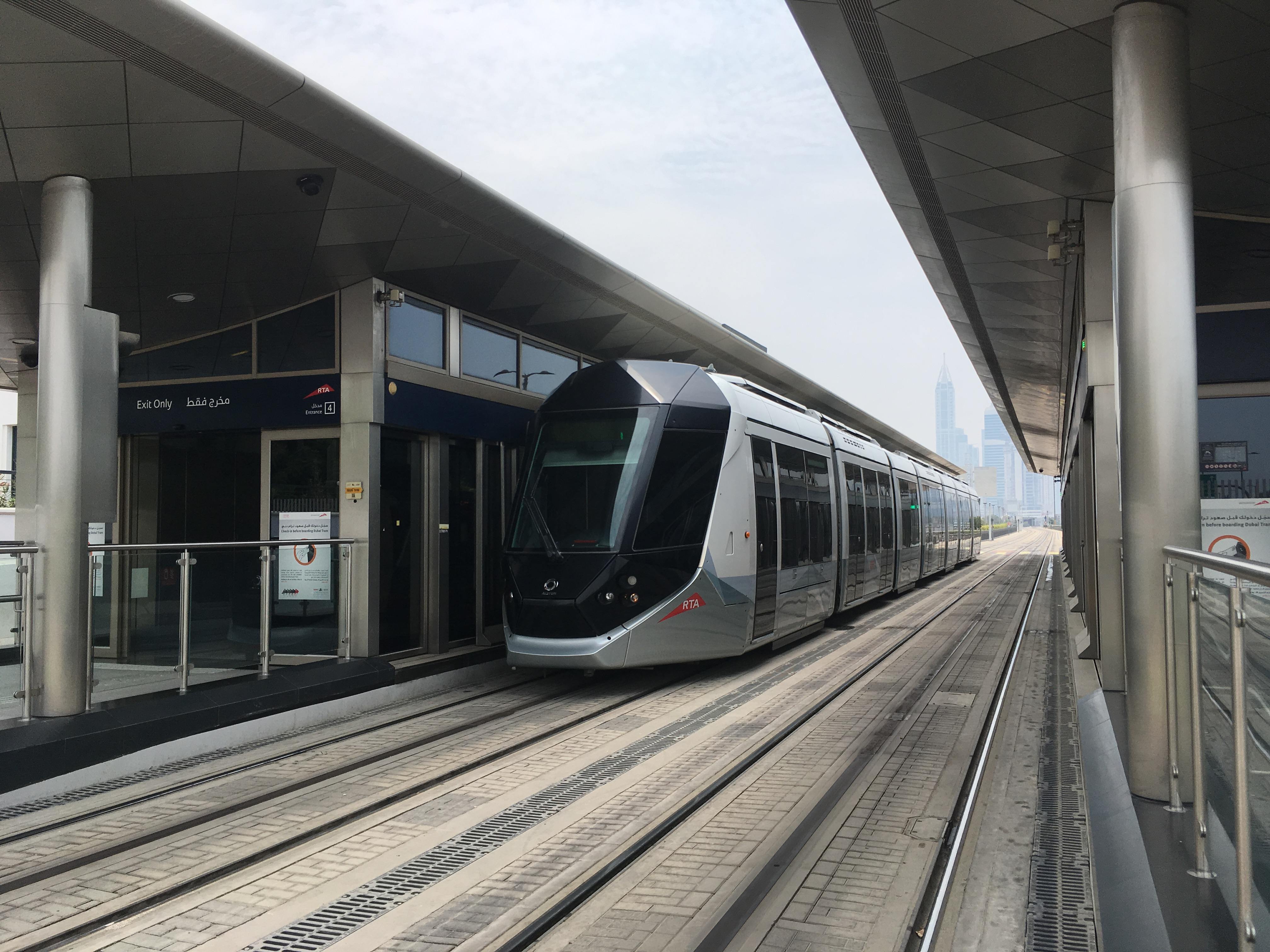
Tramhalte Al Sufouh

De tram van Dubai is 's werelds eerste tramnetwerk dat perrondeuren op de stations gebruikt, waarbij de tramdeuren precies stoppen daar waar op het perron ook deuren gesitueerd zijn, een systeem dat al veelvuldig is toegepast bij metrostations over de hele wereld. De haltes zelf bestaan uit dichte wachtruimtes met airconditioning. 
De tramlijn maakt een ronde door Dubai Marina, waar de tram maar in één richting rijdt omdat er slechts 1 spoor ligt, en vervolgt dan dubbelsporig langs Al Sufouh Road naar de Palm Jumeirah en eindigt bij Al Sufouh, waar ook het tramdepot is gevestigd. De tram sluit bij de tramhaltes Jumeirah Lakes Towers en Dubai Marina aan op de rode lijn van de metro van Dubai (respectievelijk metrostations DMCC en DAMAC Properties). Het is ook verbonden met de Palm Jumeirah Monorail bij tramhalte Palm Jumeirah. Er zijn voetgangersbruggen aangelegd om de overstap van tram naar metro en monorail mogelijk te maken. 
Het duurt 42 minuten om de gehele tramroute af te leggen. Voorheen waren er twee tramroutes. Behalve de trams die het gehele traject afleggen, waren er ook trams die alleen een korte ronde maakten door Dubai Marina en 4 stations daar (Jumeirah Beach Residence 1 & 2, Jumeirah Lakes Towers en Dubai Marina Mall) aandeden. Door gebrek aan passagiers werd deze "short loop"-route opgeheven en tegenwoordig rijden alle trams het gehele (lange) traject.

## Materieel

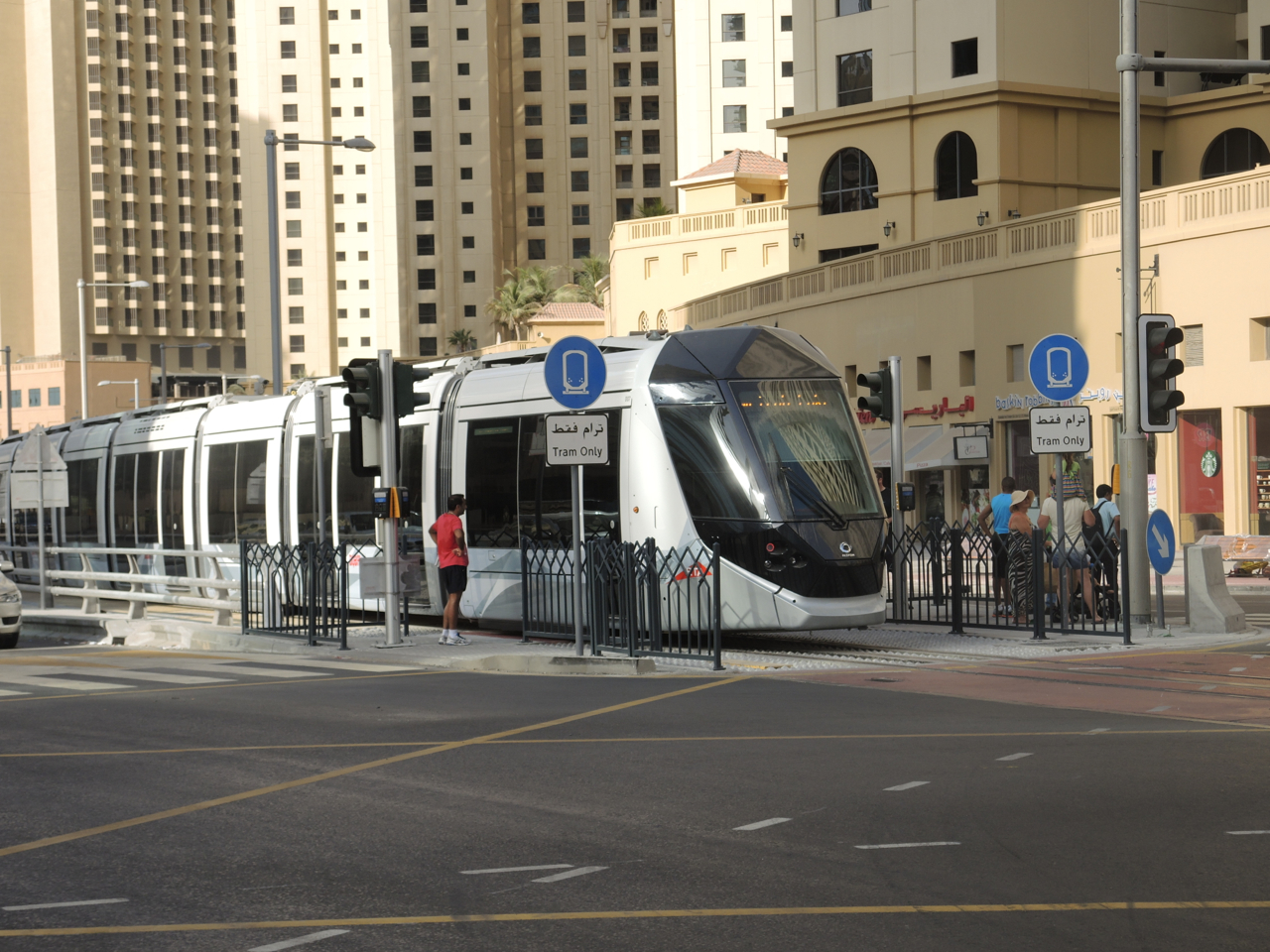
Tram in de Dubai Marina

De tram van Dubai gebruikt 11 Citadis 402-trams van de fabrikant Alstom. De trams zijn 3,5 meter hoog en 44 meter lang, bestaan uit 7 delen en hebben een capaciteit van 408 passagiers. De tram van Dubai is het vierde tramproject ter wereld, na de tram van Bordeaux in 2003 en die van Reims en Angers in 2011, waarbij de stroomvoorziening geregeld is via het APS-systeem in plaats van bovenleiding.  De trams hebben, net als de metro van Dubai, gouden (eerste) en zilveren klassen en een apart deel voor vrouwen en kinderen.

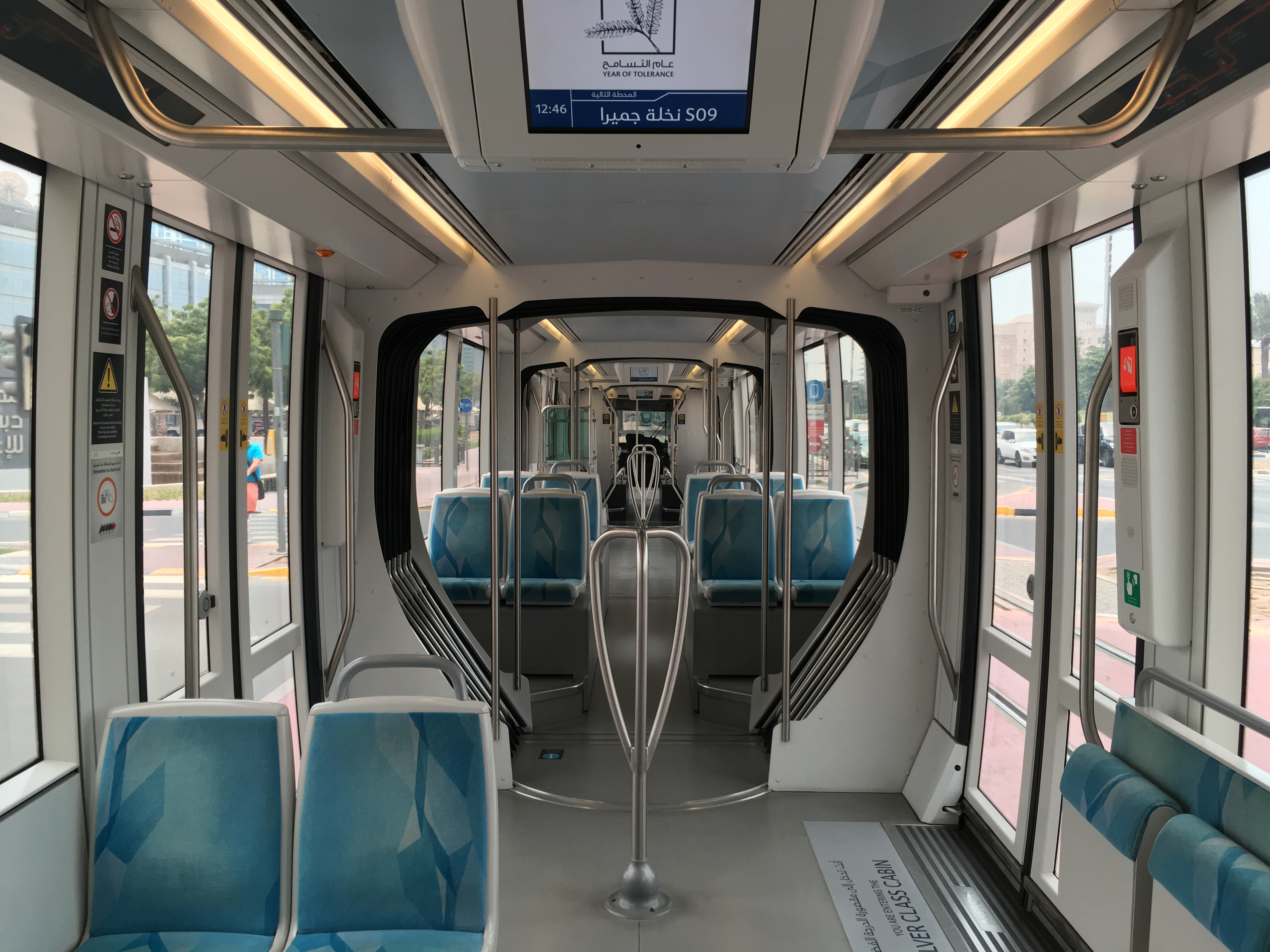
Interieur van een tram in Dubai

Er zijn meer dan 80 gecertificeerde chauffeurs voor de tram. Om de veiligheid van de tram en de passagiers te waarborgen, is elke chauffeur verplicht elke keer een alcoholtest af te leggen (en te halen) voordat hij met de tram gaat rijden. De trams hebben ook een dodemansknop, die de chauffeurs elke drie tot vijf seconden moeten indrukken, anders komt de tram automatisch tot stilstand.

## Uitbreidingsplannen
Er zijn uitbreidingsplannen waardoor de tram na de huidige eindhalte Al Sufouh verder de wijk Jumeirah in zal rijden naar Madinat Jumeirah met daarna een aftakking naar de Burj Al Arab en een aftakking naar de Mall of the Emirates. Er wordt al sinds de bouw van het eerste deel van tram gesproken over deze tweede fase van de tramlijn, maar tot nu toe is niet bekend of de uitbreiding er ook daadwerkelijk gaat komen.